# Set me free/Sing a Song!
《Set me free/Sing a Song!》 為日本配音員平野綾的第8張單曲。
由Lantis（發售方：Bandai Visual）於2009年4月29日發行。

## 概要
- 總計8張作品以來[2] 首次的雙A面單曲，以平野本身的單曲來說為《Unnamed world》以來睽違約1年的CD作品[3]。
- 收錄的2首歌（「Set me free」、「Sing a Song!」）都是平野親自作詞。
- 初回限定版（LACM-34609）和普通版（LACM-4609）以2種不同的CD封面發行，並且在初回限定版中附贈了收錄「Set me free」音樂錄影帶的DVD。

## 收錄曲
CD
1. Set me free [3:43]
  - 作詞：平野綾 作曲：黑須克彦 編曲：nishi-ken
2. Sing a Song! [3:43]
  - 作詞：平野綾 作曲・編曲：黑須克彦
3. Set me free （Off Vocal）
4. Sing a Song! （Off Vocal）

DVD
- Set me free -Music Clip-

## 商業搭配
- （#1）官方網站-Spring- 主題曲
- （#1）埼玉電視台2009年5月度片尾曲
- （#1）埼玉電視台『Run Run LAN!』2009年4月・5月度片頭曲
- （#2）TBS電視2009年4月・5月度片頭曲

## 脚註
1. 1 2 3  官方網站 （页面存档备份，存于） 為準。
2. 1 2  .   [2009-09-26]. （原始内容存档于2006-07-06）.
3. ↑  《淚NAMIDA淚》為合作作品的關係，不被算在個人作品內。
平野綾 2009年首度的單曲為雙A面! 「Set me free-Sing a Song!」發行 - axive 動畫歌專門　音樂新聞網站 （页面存档备份，存于）

## 外部連結
- Lantis的『Set me free/Sing a song!』特設頁（页面存档备份，存于）